# Martina Ambrosi
Martina Ambrosi (ur. 7 kwietnia 2001 w Trydencie) – włoska skoczkini narciarska, reprezentantka klubu U.S. Dolomitica. Uczestniczka mistrzostw świata juniorów (2018, 2020 i 2021).

## Przebieg kariery
W międzynarodowych zawodach organizowanych przez FIS zadebiutowała 7 sierpnia 2016 roku w Klingenthal podczas konkursu rozgrywanego w ramach Alpen Cup, gdzie zajęła trzydziestą ósmą lokatę.
Na początku lutego 2018 roku wystąpiła na mistrzostwach świata juniorów rozgrywanych w Kanderstegu. Konkurs indywidualny zakończyła na pierwszej serii, będąc sklasyfikowaną na czterdziestej drugiej pozycji. Dzień później w konkursie drużynowym wraz z Alice Puntel, Jessicą Malsiner i Larą Malsiner zajęła dziesiąte miejsce. W konkursie drużyn mieszanych była trzynasta. W lutym 2018 zadebiutowała też w zawodach FIS Cup. W obu konkursach w niemieckim Rastbüchl plasowała się na przełomie drugiej i trzeciej dziesiątki. W ostatnim konkursie Alpen Cup stanęła na podium cyklu, zajmując trzecie miejsce we francuskim Chaux-Neuve.
18 stycznia 2020 roku wystartowała w konkursie drużynowym rozgrywanym w ramach Pucharu Świata w japońskim Zaō. Wraz z reprezentacją Włoch zajęła siódme miejsce, zdobywając tym samym dożywotnie prawo do startów w zawodach tej rangi. Dzięki niemu następnego dnia wystartowała w kwalifikacjach do drugiego konkursu indywidualnego rozgrywającego się w tej miejscowości, lecz po zajęciu 44. miejsca nie uzyskała do niego awansu. W marcu 2020 roku pojawiła się na starcie swojego kolejnego juniorskiego czempionatu, który miał miejsce w niemieckim Oberwiesenthal. Tam w konkursie indywidualnym sklasyfikowana została na miejscu czterdziestym. Rywalizację w konkursie drużynowym zaś zakończyła na miejscu szóstym.

## Mistrzostwa świata juniorów
| Miejsce | Dzień     | Rok  | Miejscowość    | Skocznia            | Punkt K | HS     | Konkurs      | Skok 1 | Skok 2 | Nota                  | Strata    | Zwyciężczyni         |
| ------- | --------- | ---- | -------------- | ------------------- | ------- | ------ | ------------ | ------ | ------ | --------------------- | --------- | -------------------- |
| 42.     | 2 lutego  | 2018 | Kandersteg     | Lötschberg-Schanze  | K-95    | HS-106 | indywid.     | 68,0 m | –      | 48,4 pkt              | 214,2 pkt | Nika Križnar         |
| 10.     | 3 lutego  | 2018 | Kandersteg     | Lötschberg-Schanze  | K-95    | HS-106 | druż.        | 68,0 m | –      | 162,4 pkt (39,6 pkt)  | 570,7 pkt | Słowenia             |
| 13.     | 4 lutego  | 2018 | Kandersteg     | Lötschberg-Schanze  | K-95    | HS-106 | druż. miesz. | 80,0 m | –      | 263,5 pkt (79,8 pkt)  | 605,8 pkt | Norwegia             |
| 40.     | 5 marca   | 2020 | Oberwiesenthal | Fichtelbergschanzen | K-95    | HS-105 | indywid.     | 73,5 m | –      | 48,8 pkt              | 190,1 pkt | Marita Kramer        |
| 6.      | 7 marca   | 2020 | Oberwiesenthal | Fichtelbergschanzen | K-95    | HS-105 | druż.        | 78,5 m | 78,0 m | 664,4 pkt (119,4 pkt) | 136,3 pkt | Austria              |
| 36.     | 11 lutego | 2021 | Lahti          | Salpausselkä        | K-90    | HS-100 | indywid.     | 71,5 m | –      | 66,9 pkt              | 172,1 pkt | Thea Minyan Bjørseth |
| 8.      | 12 lutego | 2021 | Lahti          | Salpausselkä        | K-90    | HS-100 | druż.        | DSQ    | 73,0 m | 681,0 pkt (75,5 pkt)  | 202,6 pkt | Austria              |

## Puchar Świata

### Miejsca w klasyfikacji generalnej
| Sezon     | Miejsce |
| --------- | ------- |
| 2023/2024 | 58.     |

### Miejsca w poszczególnych konkursachPucharu Świata
stan na 8 lutego 2025
| Źródło | Źródło      | Źródło           | Źródło           | Źródło                 | Źródło                 | Źródło     | Źródło  | Źródło  | Źródło      | Źródło      | Źródło      | Źródło      | Źródło       | Źródło       | Źródło      | Źródło     | Źródło     | Źródło     | Źródło     | Źródło    | Źródło    | Źródło    | Źródło      | Źródło      | Źródło | Źródło | Źródło | Źródło | Źródło | Źródło | Źródło | Źródło | Źródło | Źródło | Źródło | Źródło | Źródło | Źródło | Źródło | Źródło | Źródło | Źródło | Źródło | Źródło | Źródło | Źródło | Źródło | Źródło | Źródło |
| --- | ----------- | ---------------- | ---------------- | ---------------------- | ---------------------- | ---------- | ------- | ------- | ----------- | ----------- | ----------- | ----------- | ------------ | ------------ | ----------- | ---------- | ---------- | ---------- | ---------- | --------- | --------- | --------- | ----------- | ----------- | ------ | ------ | ------ | ------ | ------ | ------ | ------ | ------ | ------ | ------ | ------ | ------ | ------ | ------ | ------ | ------ | ------ | ------ | ------ | ------ | ------ | ------ | ------ | ------ | ------ |
| Sezon 2019/2020 |             |                  |                  |                        |                        |            |         |         |             |             |             |             |              |              |             |            |            |            |            |           |           |           |             |             |        |        |        |        |        |        |        |        |        |        |        |        |        |        |        |        |        |        |        |        |        |        |        |        |        |
| Lillehammer | Lillehammer | Klingenthal      | Sapporo          | Sapporo                | Zaō                    | Zaō        | Râșnov  | Râșnov  | Oberstdorf  | Oberstdorf  | Hinzenbach  | Hinzenbach  | Ljubno       | Lillehammer  | Lillehammer | punkty     | punkty     | punkty     | punkty     | punkty    | punkty    | punkty    | punkty      | punkty      | punkty | punkty | punkty | punkty | punkty | punkty | punkty | punkty | punkty | punkty |        |        |        |        |        |        |        |        |        |        |        |        |        |        |        |
| - | -           | -                | -                | -                      | -                      | q          | -       | -       | -           | -           | -           | -           | -            | -            | -           | 0          | 0          | 0          | 0          | 0         | 0         | 0         | 0           | 0           | 0      | 0      | 0      | 0      | 0      | 0      | 0      | 0      | 0      | 0      |        |        |        |        |        |        |        |        |        |        |        |        |        |        |        |
| Sezon 2020/2021 |             |                  |                  |                        |                        |            |         |         |             |             |             |             |              |              |             |            |            |            |            |           |           |           |             |             |        |        |        |        |        |        |        |        |        |        |        |        |        |        |        |        |        |        |        |        |        |        |        |        |        |
| Ramsau | Ljubno      | Titisee-Neustadt | Titisee-Neustadt | Hinzenbach             | Hinzenbach             | Hinzenbach | Râșnov  | Râșnov  | Niżny Tagił | Niżny Tagił | Czajkowskij | Czajkowskij | punkty       | punkty       | punkty      | punkty     | punkty     | punkty     | punkty     | punkty    | punkty    | punkty    | punkty      | punkty      | punkty | punkty | punkty | punkty | punkty | punkty | punkty |        |        |        |        |        |        |        |        |        |        |        |        |        |        |        |        |        |        |
| - | -           | -                | -                | q                      | q                      | q          | -       | -       | -           | -           | -           | -           | 0            | 0            | 0           | 0          | 0          | 0          | 0          | 0         | 0         | 0         | 0           | 0           | 0      | 0      | 0      | 0      | 0      | 0      | 0      |        |        |        |        |        |        |        |        |        |        |        |        |        |        |        |        |        |        |
| Sezon 2021/2022 |             |                  |                  |                        |                        |            |         |         |             |             |             |             |              |              |             |            |            |            |            |           |           |           |             |             |        |        |        |        |        |        |        |        |        |        |        |        |        |        |        |        |        |        |        |        |        |        |        |        |        |
| Niżny Tagił | Niżny Tagił | Lillehammer      | Lillehammer      | Klingenthal            | Klingenthal            | Ramsau     | Ljubno  | Ljubno  | Willingen   | Willingen   | Hinzenbach  | Hinzenbach  | Lillehammer  | Lillehammer  | Oslo        | Oslo       | Oberhof    | Oberhof    | punkty     | punkty    | punkty    | punkty    | punkty      | punkty      | punkty | punkty | punkty | punkty | punkty | punkty | punkty | punkty | punkty | punkty | punkty | punkty | punkty |        |        |        |        |        |        |        |        |        |        |        |        |
| - | -           | -                | -                | -                      | -                      | -          | q       | q       | -           | -           | 37          | 35          | -            | -            | -           | -          | 36         | 36         | 0          | 0         | 0         | 0         | 0           | 0           | 0      | 0      | 0      | 0      | 0      | 0      | 0      | 0      | 0      | 0      | 0      | 0      | 0      |        |        |        |        |        |        |        |        |        |        |        |        |
| Sezon 2022/2023 |             |                  |                  |                        |                        |            |         |         |             |             |             |             |              |              |             |            |            |            |            |           |           |           |             |             |        |        |        |        |        |        |        |        |        |        |        |        |        |        |        |        |        |        |        |        |        |        |        |        |        |
| Wisła | Wisła       | Lillehammer      | Lillehammer      | Titisee-Neustadt       | Villach                | Villach    | Ljubno  | Ljubno  | Sapporo     | Sapporo     | Zaō         | Zaō         | Hinterzarten | Hinterzarten | Willingen   | Willingen  | Hinzenbach | Hinzenbach | Râșnov     | Râșnov    | Oslo      | Oslo      | Lillehammer | Lillehammer | Lahti  | punkty |        |        |        |        |        |        |        |        |        |        |        |        |        |        |        |        |        |        |        |        |        |        |        |
| q | q           | -                | -                | -                      | 41                     | 36         | 50      | q       | -           | -           | -           | -           | 38           | 36           | -           | -          | -          | -          | -          | -         | -         | -         | -           | -           | -      | 0      |        |        |        |        |        |        |        |        |        |        |        |        |        |        |        |        |        |        |        |        |        |        |        |
| Sezon 2023/2024 |             |                  |                  |                        |                        |            |         |         |             |             |             |             |              |              |             |            |            |            |            |           |           |           |             |             |        |        |        |        |        |        |        |        |        |        |        |        |        |        |        |        |        |        |        |        |        |        |        |        |        |
| Lillehammer | Lillehammer | Engelberg        | Engelberg        | Garmisch-Partenkirchen | Oberstdorf             | Villach    | Villach | Sapporo | Sapporo     | Zaō         | Ljubno      | Ljubno      | Willingen    | Willingen    | Hinzenbach  | Hinzenbach | Lahti      | Oslo       | Oslo       | Trondheim | Trondheim | Vikersund | Planica     | punkty      | punkty | punkty | punkty | punkty | punkty | punkty | punkty | punkty | punkty | punkty | punkty | punkty | punkty | punkty | punkty | punkty | punkty | punkty |        |        |        |        |        |        |        |
| - | -           | -                | -                | -                      | -                      | -          | -       | -       | -           | -           | 35          | 30          | -            | -            | q           | q          | -          | -          | -          | -         | -         | -         | -           | 1           | 1      | 1      | 1      | 1      | 1      | 1      | 1      | 1      | 1      | 1      | 1      | 1      | 1      | 1      | 1      | 1      | 1      | 1      |        |        |        |        |        |        |        |
| Sezon 2024/2025 |             |                  |                  |                        |                        |            |         |         |             |             |             |             |              |              |             |            |            |            |            |           |           |           |             |             |        |        |        |        |        |        |        |        |        |        |        |        |        |        |        |        |        |        |        |        |        |        |        |        |        |
| Lillehammer | Lillehammer | Zhangjiakou      | Zhangjiakou      | Engelberg              | Garmisch-Partenkirchen | Oberstdorf | Villach | Villach | Sapporo     | Sapporo     | Zaō         | Zaō         | Willingen    | Lake Placid  | Lake Placid | Ljubno     | Ljubno     | Hinzenbach | Hinzenbach | Oslo      | Vikersund | Vikersund | Lahti       | Lahti       | punkty | punkty | punkty | punkty | punkty | punkty | punkty | punkty | punkty | punkty | punkty | punkty | punkty | punkty | punkty | punkty | punkty | punkty | punkty |        |        |        |        |        |        |
| q | q           | 35               | q                | 28                     | q                      | q          | 38      | 23      | 37          | 40          | 35          | 25          | -            | -            | -           |            |            |            |            |           |           |           |             |             | 17     | 17     | 17     | 17     | 17     | 17     | 17     | 17     | 17     | 17     | 17     | 17     | 17     | 17     | 17     | 17     | 17     | 17     | 17     |        |        |        |        |        |        |
| Legenda |             |                  |                  |                        |                        |            |         |         |             |             |             |             |              |              |             |            |            |            |            |           |           |           |             |             |        |        |        |        |        |        |        |        |        |        |        |        |        |        |        |        |        |        |        |        |        |        |        |        |        |
| 1 2 3 4-10 11-30 poniżej 30 dq – dyskwalifikacja q – dyskwalifikacja w kwalifikacjach q – zawodniczka nie zakwalifikowała się - – zawodniczka nie wystartowała |             |                  |                  |                        |                        |            |         |         |             |             |             |             |              |              |             |            |            |            |            |           |           |           |             |             |        |        |        |        |        |        |        |        |        |        |        |        |        |        |        |        |        |        |        |        |        |        |        |        |        |

### Korona Alp

#### Miejsca w klasyfikacji generalnej
| Sezon     | Miejsce |
| --------- | ------- |
| 2021/2022 | 46.     |

### Turniej Sylwestrowy

#### Miejsca w klasyfikacji generalnej
| Sezon     | Miejsce |
| --------- | ------- |
| 2022/2023 | 45.     |

## Letnie Grand Prix

### Miejsca w klasyfikacji generalnej
| Sezon | Miejsce |
| ----- | ------- |
| 2022  | 59.     |
| 2024  | 20.     |

### Miejsca w poszczególnych konkursachLGP
stan po zakończeniu LGP 2024
| Źródło | Źródło           | Źródło           | Źródło         | Źródło            | Źródło            | Źródło            | Źródło | Źródło | Źródło | Źródło | Źródło | Źródło | Źródło | Źródło | Źródło | Źródło | Źródło | Źródło | Źródło | Źródło | Źródło | Źródło | Źródło | Źródło | Źródło | Źródło |
| --- | ---------------- | ---------------- | -------------- | ----------------- | ----------------- | ----------------- | ------ | ------ | ------ | ------ | ------ | ------ | ------ | ------ | ------ | ------ | ------ | ------ | ------ | ------ | ------ | ------ | ------ | ------ | ------ | ------ |
| 2021 |                  |                  |                |                   |                   |                   |        |        |        |        |        |        |        |        |        |        |        |        |        |        |        |        |        |        |        |        |
| Wisła 17.07 | Wisła 18.07      | Courchevel 06.08 | Frenštát 15.08 | Czajkowskij 11.09 | Czajkowskij 12.09 | Klingenthal 02.10 | punkty |        |        |        |        |        |        |        |        |        |        |        |        |        |        |        |        |        |        |        |
| - | -                | -                | q              | -                 | -                 | -                 | 0      |        |        |        |        |        |        |        |        |        |        |        |        |        |        |        |        |        |        |        |
| 2022 |                  |                  |                |                   |                   |                   |        |        |        |        |        |        |        |        |        |        |        |        |        |        |        |        |        |        |        |        |
| Wisła 23.07 | Wisła 24.07      | Courchevel 06.08 | Râșnov 17.09   | Klingenthal 02.10 | punkty            | punkty            | punkty | punkty | punkty | punkty | punkty | punkty | punkty |        |        |        |        |        |        |        |        |        |        |        |        |        |
| - | -                | 30               | -              | -                 | 1                 | 1                 | 1      | 1      | 1      | 1      | 1      | 1      | 1      |        |        |        |        |        |        |        |        |        |        |        |        |        |
| 2024 |                  |                  |                |                   |                   |                   |        |        |        |        |        |        |        |        |        |        |        |        |        |        |        |        |        |        |        |        |
| Courchevel 13.08 | Courchevel 14.08 | Râșnov 21.09     | Râșnov 22.09   | Klingenthal 05.10 | punkty            | punkty            | punkty | punkty | punkty | punkty | punkty | punkty | punkty | punkty | punkty | punkty | punkty | punkty | punkty | punkty | punkty | punkty | punkty |        |        |        |
| - | -                | 12               | 4              | -                 | 72                | 72                | 72     | 72     | 72     | 72     | 72     | 72     | 72     | 72     | 72     | 72     | 72     | 72     | 72     | 72     | 72     | 72     | 72     |        |        |        |
| Legenda |                  |                  |                |                   |                   |                   |        |        |        |        |        |        |        |        |        |        |        |        |        |        |        |        |        |        |        |        |
| 1 2 3 4-10 11-30 poniżej 30 dq – dyskwalifikacja q – dyskwalifikacja w kwalifikacjach q – zawodniczka nie zakwalifikowała się - – zawodniczka nie wystartowała |                  |                  |                |                   |                   |                   |        |        |        |        |        |        |        |        |        |        |        |        |        |        |        |        |        |        |        |        |

## Puchar Interkontynentalny

### Miejsca w klasyfikacji generalnej
| Sezon     | Miejsce |
| --------- | ------- |
| 2023/2024 | 7.      |

### Miejsca w poszczególnych konkursachPucharu Interkontynentalnego
stan po zakończeniu PI 2023/2024
| Źródło                                                                            | Źródło      | Źródło   | Źródło   | Źródło | Źródło | Źródło    | Źródło    | Źródło     | Źródło     | Źródło | Źródło | Źródło | Źródło | Źródło | Źródło | Źródło | Źródło | Źródło | Źródło | Źródło | Źródło | Źródło | Źródło | Źródło | Źródło | Źródło | Źródło | Źródło | Źródło | Źródło | Źródło | Źródło | Źródło | Źródło | Źródło | Źródło | Źródło | Źródło | Źródło |
| --------------------------------------------------------------------------------- | ----------- | -------- | -------- | ------ | ------ | --------- | --------- | ---------- | ---------- | ------ | ------ | ------ | ------ | ------ | ------ | ------ | ------ | ------ | ------ | ------ | ------ | ------ | ------ | ------ | ------ | ------ | ------ | ------ | ------ | ------ | ------ | ------ | ------ | ------ | ------ | ------ | ------ | ------ | ------ |
| Sezon 2023/2024                                                                   |             |          |          |        |        |           |           |            |            |        |        |        |        |        |        |        |        |        |        |        |        |        |        |        |        |        |        |        |        |        |        |        |        |        |        |        |        |        |        |
| Lillehammer                                                                       | Lillehammer | Notodden | Notodden | Falun  | Falun  | Innsbruck | Innsbruck | Brotterode | Brotterode | Lahti  | Lahti  | punkty | punkty | punkty | punkty | punkty | punkty | punkty | punkty | punkty | punkty | punkty | punkty | punkty | punkty | punkty | punkty | punkty | punkty | punkty |        |        |        |        |        |        |        |        |        |
| 22                                                                                | 16          | 4        | 4        | 12     | 6      | 17        | 16        | -          | -          | 5      | 7      | 296    | 296    | 296    | 296    | 296    | 296    | 296    | 296    | 296    | 296    | 296    | 296    | 296    | 296    | 296    | 296    | 296    | 296    | 296    |        |        |        |        |        |        |        |        |        |
| Legenda                                                                           |             |          |          |        |        |           |           |            |            |        |        |        |        |        |        |        |        |        |        |        |        |        |        |        |        |        |        |        |        |        |        |        |        |        |        |        |        |        |        |
| 1 2 3 4-10 11-30 poniżej 30 dq – dyskwalifikacja - – zawodniczka nie wystartowała |             |          |          |        |        |           |           |            |            |        |        |        |        |        |        |        |        |        |        |        |        |        |        |        |        |        |        |        |        |        |        |        |        |        |        |        |        |        |        |

## Letni Puchar Interkontynentalny

### Miejsca w klasyfikacji generalnej
| Sezon | Miejsce |
| ----- | ------- |
| 2024  | 11.     |

### Miejsca na podium w konkursach indywidualnych Letniego Pucharu Interkontynentalnego chronologicznie
| Lp. | Dzień          | Rok  | Miejscowość | Skocznia | Punkt K | HS    | Skok 1 | Skok 2 | Nota      | Lok. | Strata   | Zwyciężczyni               |
| --- | -------------- | ---- | ----------- | -------- | ------- | ----- | ------ | ------ | --------- | ---- | -------- | -------------------------- |
| 1.  | 5 października | 2024 | Otepää      | Tehvandi | K-90    | HS-97 | 88,5 m | 91,5 m | 221,9 pkt | 3.   | 30,1 pkt | Heta Hirvonen              |
| 2.  | 6 października | 2024 | Otepää      | Tehvandi | K-90    | HS-97 | 94,0 m | 87,5 m | 216,5 pkt | 2.   | 23,3 pkt | Ingvild Synnøve Midtskogen |

### Miejsca w poszczególnych konkursachLetniego Pucharu Interkontynentalnego
stan po zakończeniu LPI 2024
| Źródło                                                                            | Źródło             | Źródło          | Źródło          | Źródło      | Źródło      | Źródło           | Źródło           | Źródło      | Źródło      | Źródło | Źródło | Źródło | Źródło | Źródło | Źródło | Źródło | Źródło | Źródło | Źródło | Źródło | Źródło | Źródło | Źródło | Źródło | Źródło | Źródło | Źródło | Źródło | Źródło | Źródło | Źródło | Źródło | Źródło | Źródło | Źródło | Źródło | Źródło | Źródło | Źródło |
| --------------------------------------------------------------------------------- | ------------------ | --------------- | --------------- | ----------- | ----------- | ---------------- | ---------------- | ----------- | ----------- | ------ | ------ | ------ | ------ | ------ | ------ | ------ | ------ | ------ | ------ | ------ | ------ | ------ | ------ | ------ | ------ | ------ | ------ | ------ | ------ | ------ | ------ | ------ | ------ | ------ | ------ | ------ | ------ | ------ | ------ |
| 2024                                                                              |                    |                 |                 |             |             |                  |                  |             |             |        |        |        |        |        |        |        |        |        |        |        |        |        |        |        |        |        |        |        |        |        |        |        |        |        |        |        |        |        |        |
| Hinterzarten HS109                                                                | Hinterzarten HS109 | Trondheim HS102 | Trondheim HS102 | Stams HS115 | Stams HS115 | Einsiedeln HS117 | Einsiedeln HS117 | Otepää HS97 | Otepää HS97 | punkty | punkty | punkty | punkty | punkty | punkty | punkty | punkty | punkty | punkty | punkty | punkty | punkty | punkty | punkty | punkty | punkty | punkty | punkty |        |        |        |        |        |        |        |        |        |        |        |
| 13                                                                                | 21                 | 33              | 21              | -           | -           | -                | -                | 3           | 2           | 180    | 180    | 180    | 180    | 180    | 180    | 180    | 180    | 180    | 180    | 180    | 180    | 180    | 180    | 180    | 180    | 180    | 180    | 180    |        |        |        |        |        |        |        |        |        |        |        |
| Legenda                                                                           |                    |                 |                 |             |             |                  |                  |             |             |        |        |        |        |        |        |        |        |        |        |        |        |        |        |        |        |        |        |        |        |        |        |        |        |        |        |        |        |        |        |
| 1 2 3 4-10 11-30 poniżej 30 dq – dyskwalifikacja - – zawodniczka nie wystartowała |                    |                 |                 |             |             |                  |                  |             |             |        |        |        |        |        |        |        |        |        |        |        |        |        |        |        |        |        |        |        |        |        |        |        |        |        |        |        |        |        |        |

## Puchar Kontynentalny

### Miejsca w klasyfikacji generalnej
| Sezon     | Miejsce |
| --------- | ------- |
| 2019/2020 | 53.     |
| 2021/2022 | 30.     |
| 2022/2023 | 45.     |

### Miejsca w poszczególnych konkursachPucharu Kontynentalnego
| Źródło                                                                            | Źródło      | Źródło    | Źródło    | Źródło     | Źródło     | Źródło    | Źródło    | Źródło     | Źródło     | Źródło    | Źródło    | Źródło   | Źródło   | Źródło      | Źródło      | Źródło | Źródło | Źródło | Źródło | Źródło | Źródło | Źródło | Źródło | Źródło | Źródło | Źródło | Źródło | Źródło | Źródło | Źródło | Źródło | Źródło | Źródło | Źródło | Źródło | Źródło | Źródło | Źródło | Źródło |
| --------------------------------------------------------------------------------- | ----------- | --------- | --------- | ---------- | ---------- | --------- | --------- | ---------- | ---------- | --------- | --------- | -------- | -------- | ----------- | ----------- | ------ | ------ | ------ | ------ | ------ | ------ | ------ | ------ | ------ | ------ | ------ | ------ | ------ | ------ | ------ | ------ | ------ | ------ | ------ | ------ | ------ | ------ | ------ | ------ |
| Sezon 2019/2020                                                                   |             |           |           |            |            |           |           |            |            |           |           |          |          |             |             |        |        |        |        |        |        |        |        |        |        |        |        |        |        |        |        |        |        |        |        |        |        |        |        |
| Notodden                                                                          | Notodden    | Rena      | Rena      | Brotterode | Brotterode | punkty    | punkty    | punkty     | punkty     | punkty    | punkty    | punkty   | punkty   | punkty      | punkty      | punkty | punkty | punkty | punkty | punkty | punkty | punkty | punkty | punkty |        |        |        |        |        |        |        |        |        |        |        |        |        |        |        |
| 33                                                                                | 32          | 29        | 24        | -          | -          | 9         | 9         | 9          | 9          | 9         | 9         | 9        | 9        | 9           | 9           | 9      | 9      | 9      | 9      | 9      | 9      | 9      | 9      | 9      |        |        |        |        |        |        |        |        |        |        |        |        |        |        |        |
| Sezon 2021/2022                                                                   |             |           |           |            |            |           |           |            |            |           |           |          |          |             |             |        |        |        |        |        |        |        |        |        |        |        |        |        |        |        |        |        |        |        |        |        |        |        |        |
| Zhangjiakou                                                                       | Zhangjiakou | Vikersund | Vikersund | Notodden   | Notodden   | Innsbruck | Innsbruck | Brotterode | Brotterode | Park City | Park City | Whistler | Whistler | Lake Placid | Lake Placid | punkty |        |        |        |        |        |        |        |        |        |        |        |        |        |        |        |        |        |        |        |        |        |        |        |
| -                                                                                 | -           | -         | -         | 16         | 19         | 41        | 35        | -          | -          | -         | -         | 15       | 9        | 10          | 10          | 124    |        |        |        |        |        |        |        |        |        |        |        |        |        |        |        |        |        |        |        |        |        |        |        |
| Sezon 2022/2023                                                                   |             |           |           |            |            |           |           |            |            |           |           |          |          |             |             |        |        |        |        |        |        |        |        |        |        |        |        |        |        |        |        |        |        |        |        |        |        |        |        |
| Vikersund                                                                         | Vikersund   | Notodden  | Notodden  | Eisenerz   | Eisenerz   | Lahti     | Lahti     | punkty     | punkty     | punkty    | punkty    | punkty   | punkty   | punkty      | punkty      | punkty | punkty | punkty | punkty | punkty | punkty | punkty | punkty | punkty | punkty | punkty |        |        |        |        |        |        |        |        |        |        |        |        |        |
| 21                                                                                | 25          | -         | -         | -          | -          | 22        | 24        | 32         | 32         | 32        | 32        | 32       | 32       | 32          | 32          | 32     | 32     | 32     | 32     | 32     | 32     | 32     | 32     | 32     | 32     | 32     |        |        |        |        |        |        |        |        |        |        |        |        |        |
| Legenda                                                                           |             |           |           |            |            |           |           |            |            |           |           |          |          |             |             |        |        |        |        |        |        |        |        |        |        |        |        |        |        |        |        |        |        |        |        |        |        |        |        |
| 1 2 3 4-10 11-30 poniżej 30 dq – dyskwalifikacja - – zawodniczka nie wystartowała |             |           |           |            |            |           |           |            |            |           |           |          |          |             |             |        |        |        |        |        |        |        |        |        |        |        |        |        |        |        |        |        |        |        |        |        |        |        |        |

## FIS Cup

### Miejsca w klasyfikacji generalnej
| Sezon     | Miejsce |
| --------- | ------- |
| 2017/2018 | 88.     |
| 2019/2020 | 85.     |
| 2020/2021 | 23.     |
| 2021/2022 | 7.      |
| 2022/2023 | 34.     |

### Miejsca na podium w konkursach FIS Cupu
| Lp. | Dzień      | Rok  | Miejscowość | Skocznia           | Punkt K | HS     | Skok 1 | Skok 2 | Nota      | Lok. | Strata   | Zwyciężczyni |
| --- | ---------- | ---- | ----------- | ------------------ | ------- | ------ | ------ | ------ | --------- | ---- | -------- | ------------ |
| 1.  | 10 grudnia | 2021 | Kandersteg  | Lötschberg-Schanze | K-95    | HS-106 | 79,0 m | 92,5 m | 183,1 pkt | 2.   | 26,8 pkt | Emma Chervet |

### Miejsca w poszczególnych konkursachFIS Cupu
| Źródło                                                                            | Źródło     | Źródło      | Źródło      | Źródło    | Źródło    | Źródło     | Źródło     | Źródło    | Źródło    | Źródło         | Źródło         | Źródło    | Źródło    | Źródło     | Źródło     | Źródło   | Źródło  | Źródło  | Źródło  | Źródło  | Źródło | Źródło | Źródło | Źródło | Źródło | Źródło | Źródło | Źródło | Źródło | Źródło | Źródło | Źródło | Źródło | Źródło | Źródło | Źródło | Źródło | Źródło | Źródło |
| --------------------------------------------------------------------------------- | ---------- | ----------- | ----------- | --------- | --------- | ---------- | ---------- | --------- | --------- | -------------- | -------------- | --------- | --------- | ---------- | ---------- | -------- | ------- | ------- | ------- | ------- | ------ | ------ | ------ | ------ | ------ | ------ | ------ | ------ | ------ | ------ | ------ | ------ | ------ | ------ | ------ | ------ | ------ | ------ | ------ |
| Sezon 2017/2018                                                                   |            |             |             |           |           |            |            |           |           |                |                |           |           |            |            |          |         |         |         |         |        |        |        |        |        |        |        |        |        |        |        |        |        |        |        |        |        |        |        |
| Villach                                                                           | Villach    | Kandersteg  | Kandersteg  | Râșnov    | Râșnov    | Whistler   | Whistler   | Rastbüchl | Rastbüchl | Villach        | Villach        | Falun     | punkty    | punkty     | punkty     | punkty   | punkty  | punkty  | punkty  | punkty  | punkty | punkty | punkty | punkty | punkty | punkty | punkty | punkty | punkty | punkty | punkty |        |        |        |        |        |        |        |        |
| -                                                                                 | -          | -           | -           | -         | -         | -          | -          | 22        | 18        | -              | -              | -         | 22        | 22         | 22         | 22       | 22      | 22      | 22      | 22      | 22     | 22     | 22     | 22     | 22     | 22     | 22     | 22     | 22     | 22     | 22     |        |        |        |        |        |        |        |        |
| Sezon 2019/2020                                                                   |            |             |             |           |           |            |            |           |           |                |                |           |           |            |            |          |         |         |         |         |        |        |        |        |        |        |        |        |        |        |        |        |        |        |        |        |        |        |        |
| Szczyrk                                                                           | Szczyrk    | Szczuczyńsk | Szczuczyńsk | Ljubno    | Ljubno    | Râșnov     | Râșnov     | Villach   | Villach   | Oberwiesenthal | Oberwiesenthal | Rastbüchl | Rastbüchl | Villach    | Villach    | punkty   | punkty  | punkty  | punkty  | punkty  | punkty | punkty | punkty | punkty | punkty | punkty | punkty | punkty | punkty | punkty | punkty | punkty | punkty | punkty |        |        |        |        |        |
| -                                                                                 | -          | -           | -           | -         | -         | -          | -          | 17        | 17        | -              | -              | -         | -         | 51         | 46         | 28       | 28      | 28      | 28      | 28      | 28     | 28     | 28     | 28     | 28     | 28     | 28     | 28     | 28     | 28     | 28     | 28     | 28     | 28     |        |        |        |        |        |
| Sezon 2020/2021                                                                   |            |             |             |           |           |            |            |           |           |                |                |           |           |            |            |          |         |         |         |         |        |        |        |        |        |        |        |        |        |        |        |        |        |        |        |        |        |        |        |
| Kandersteg                                                                        | Kandersteg | Szczyrk     | Szczyrk     | Villach   | Villach   | Oberhof    | Oberhof    | punkty    | punkty    | punkty         | punkty         | punkty    | punkty    | punkty     | punkty     | punkty   | punkty  | punkty  | punkty  | punkty  | punkty | punkty | punkty | punkty | punkty | punkty |        |        |        |        |        |        |        |        |        |        |        |        |        |
| 14                                                                                | 15         | 17          | 16          | -         | -         | 15         | 20         | 90        | 90        | 90             | 90             | 90        | 90        | 90         | 90         | 90       | 90      | 90      | 90      | 90      | 90     | 90     | 90     | 90     | 90     | 90     |        |        |        |        |        |        |        |        |        |        |        |        |        |
| Sezon 2021/2022                                                                   |            |             |             |           |           |            |            |           |           |                |                |           |           |            |            |          |         |         |         |         |        |        |        |        |        |        |        |        |        |        |        |        |        |        |        |        |        |        |        |
| Otepää                                                                            | Otepää     | Kuopio      | Kuopio      | Gérardmer | Gérardmer | Einsiedeln | Einsiedeln | Ljubno    | Ljubno    | Villach        | Villach        | Falun     | Falun     | Kandersteg | Kandersteg | Zakopane | Villach | Villach | Oberhof | Oberhof | punkty |        |        |        |        |        |        |        |        |        |        |        |        |        |        |        |        |        |        |
| -                                                                                 | -          | -           | -           | 9         | 4         | 8          | 10         | 22        | 24        | 28             | 25             | 18        | 19        | 2          | 6          | 38       | 20      | 20      | -       | -       | 329    |        |        |        |        |        |        |        |        |        |        |        |        |        |        |        |        |        |        |
| Sezon 2022/2023                                                                   |            |             |             |           |           |            |            |           |           |                |                |           |           |            |            |          |         |         |         |         |        |        |        |        |        |        |        |        |        |        |        |        |        |        |        |        |        |        |        |
| Szczyrk                                                                           | Szczyrk    | Einsiedeln  | Einsiedeln  | Kranj     | Kranj     | Villach    | Villach    | Szczyrk   | Szczyrk   | Villach        | Villach        | Oberhof   | Oberhof   | punkty     | punkty     | punkty   | punkty  | punkty  | punkty  | punkty  | punkty | punkty | punkty | punkty | punkty | punkty | punkty | punkty | punkty | punkty | punkty | punkty |        |        |        |        |        |        |        |
| -                                                                                 | -          | 23          | 22          | 34        | 28        | 31         | 27         | -         | -         | 12             | 9              | 16        | 15        | 106        | 106        | 106      | 106     | 106     | 106     | 106     | 106    | 106    | 106    | 106    | 106    | 106    | 106    | 106    | 106    | 106    | 106    | 106    |        |        |        |        |        |        |        |
| Legenda                                                                           |            |             |             |           |           |            |            |           |           |                |                |           |           |            |            |          |         |         |         |         |        |        |        |        |        |        |        |        |        |        |        |        |        |        |        |        |        |        |        |
| 1 2 3 4-10 11-30 poniżej 30 dq – dyskwalifikacja - – zawodniczka nie wystartowała |            |             |             |           |           |            |            |           |           |                |                |           |           |            |            |          |         |         |         |         |        |        |        |        |        |        |        |        |        |        |        |        |        |        |        |        |        |        |        |

## Alpen Cup

### Miejsca w klasyfikacji generalnej
| Sezon     | Miejsce |
| --------- | ------- |
| 2016/2017 | 53.     |
| 2017/2018 | 12.     |
| 2018/2019 | 59.     |
| 2019/2020 | 14.     |
| 2020/2021 | 32.     |